# Traquée (film, 1947)
Cet article concerne le film de Richard Wallace. Pour le film de Ridley Scott, voir Traquée.
Pour les articles homonymes, voir Traquée.
Pour plus de détails, voir Fiche technique et Distribution.
Traquée (Framed) est un film américain réalisé par Richard Wallace et sorti en 1947. (Il est à noter que la traduction semble concerner le personnage de Paula Craig alors que, pour le titre anglais, c'est bien Mike Lambert qui est victime de la machination).

## Synopsis
Mike Lambert, ingénieur des mines, se retrouve au chômage et accepte de conduire un camion pour le compte d'une petite compagnie. Mais celui-ci se révèle dépourvu de freins, obligeant Mike à prendre tous les risques dans les virages de montagne. Il parvient cependant à bon port non sans avoir embouti l'aile d'une vieille voiture appartenant à Jeff Cunningham. Après une altercation avec le propriétaire du camion, il emploie la manière forte pour l'obliger à le payer puis il indemnise Cunningham. Errant sans but dans la ville de Flagstaff, en Arizona et ayant trop peu d'argent pour une chambre d'hôtel, Mike se retrouve au café "La Paloma", où il fait la connaissance de la serveuse Paula Craig, une femme intelligente et très belle.
Complètement enivré, il la suit jusqu'à une chambre d'hôtel où elle le laisse dormir. À midi, dégrisé, il s'aperçoit qu'il a maille à partir avec la justice locale pour sa conduite dangereuse. Reconnu coupable malgré ses protestations mais ne possédant pas de permis de conduire valide, il est condamné. Le sauvant de la prison, Paula accepte de payer la forte amende que Mike promet de lui rembourser sitôt qu'il aura trouver un emploi. Malgré cette humiliation, il semble éprouver une sorte de gratitude mêlée d'intérêt pour cette femme mystérieuse. Toutefois, il commence à s'interroger sur ses motivations car, élégante et raffinée, elle n'a pas le type de la serveuse ordinaire. Ce qu'il ignore, c'est qu'elle veut se servir de lui pour un piège machiavélique, de concert avec Steve Price, son amant. Celui-ci doit à sa riche épouse, une femme délaissée et désabusée, d'être vice-président d'une banque dont il a falsifié les comptes, escroquant une somme de 250 mille dollars qu'il a déposé en espèces dans un coffre de sa propre banque au nom de Paula. Leur plan est de faire croire à la mort de Steve Price en lui substituant un homme faible et manipulable que Paula aura repéré à "La Paloma", et en le précipitant à bord de l'automobile de Price dans un ravin, l'incendie se chargeant de  carboniser l'individu pour le rendre méconnaissable. Ainsi, le couple diabolique pourra récupérer l'argent et filer le parfait amour loin de là, libres et riches.
Entretemps, Mike a trouvé un emploi dans une mine, celle justement de Jeff Cunningham, l'homme qu'il avait dédommagé. Les deux hommes sympathisent rapidement. La mine est très prometteuse et Jeff a besoin d'assistance pour l'exploiter à plein. Il est venu en ville pour obtenir un prêt auprès de la banque de Price, lequel y est favorable au vu du rapport des analyses d'échantillons. Paula, de son côté, apprend que Mike est sur le point de quitter la ville, ce qui compromet le plan initialement prévu. Elle téléphone de toute urgence à Price qui reçoit l'appel pendant l'entretien qu'il a avec Jeff, l'obligeant à se dédire et à refuser sèchement tout financement important, dans le but de ne pas laisser Mike leur filer entre les doigts. Jeff lui apprend la mauvaise nouvelle et quitte la ville pour éventuellement trouver une aide hypothétique auprès d'un de ses vieux amis.
Le soir venu, Mike, qui épie les allées et venues de Paula, la surprend descendant du véhicule de Price. Elle le rassure, lui affirmant qu'elle est parvenue à convaincre le banquier de lui accorder un prêt et qu'elle l'a fait par amour pour lui. Mike est troublé mais s'incline néanmoins devant ces ardentes promesses de bonheur.
Le lendemain, tous trois, Price, Paula et Mike, se rendent à la mine pour l'évaluer. Paula insiste pour fêter l'heureuse conclusion de cette affaire et Price les invite à prendre un verre dans son petit chalet, un endroit où les amants se rencontrent clandestinement. En allant se laver les mains, Mike aperçoit un peignoir brodé au nom de Paula et dépité par ce mensonge et cette trahison, se met à avaler whisky sur whisky. Se rendant compte de cette bévue qui risque de compromettre leur plan, les deux complices décident de passer à l'action. À demi-inconscient, Mike est placé dans l'automobile de Price devant Paula, laquelle est chargée de l'assomer avec une clé anglaise avant le grand plongeon. Mais, coup de théâtre, c'est Price qu'elle choisit de frapper, trahissant alors une sorte de jouissance sadique, avant de le précipiter au volant de sa voiture dans le vide, sauvant ainsi la vie à Mike.
Le jour suivant, chez Paula, Mike se réveille de son semi coma éthylique sans un seul souvenir des évènements de la veille. Lui montrant la une du journal qui annonce la fin accidentelle du banquier, elle lui fait croire qu'il s'est querellé avec Price et qu'il l'a bousculé, le tuant après qu'il a heurté une pierre de la cheminée. Mike veut avertir la police mais Paula le supplie de croire qu'elle a arrangé tout cela pour lui éviter une inculpation d'homicide et sauver leur amour.
Cependant, c'est Jeff, sans alibi puisque son ami était absent, qui devient le seul suspect du meurtre –depuis que la police a découvert la trace de coup sur le crâne du banquier– et est arrêté. Malgré l'indifférence de Paula pour le sort du prospecteur, Mike a des scrupules et lui rendant visite en prison, lui promet de le faire sortir de là dans les vingt-quatre heures.
Paula, elle, cherche à récupérer l'argent dans la coffre de la banque mais celle-ci est fermée pour cause du décès de Price et elle doit retourner chez elle vers Mike, lequel commence à se douter de sa duplicité. En entendant ces soupçons naissants, Paula panique et empoisonne le café qu'elle lui sert mais, éprise de cet homme providentiel, fait volte-face et renverse la tasse avant qu'il ne la boive.
Pris en étau entre son affection pour Jeff et son histoire avec Paula, Mike enquête auprès de la secrétaire de Price, comprenant l'intervention de Paula au téléphone, dans le bureau de Price, et comment toute l'affaire a été manigancée. Poursuivi par la police après que le mari de la secrétaire a compris qu'il n'est pas le journaliste qu'il prétend être, Mike disparaît.
Au matin, on retrouve Paula se rendant à la banque pour vider le coffre dans lequel est déposé la fortune détournée. Elle remplit son sac de billets quand soudain Mike réapparait. Elle tente de le convaincre de fuir la ville avec elle. Peine perdue, Mike a alerté les enquêteurs qui emmènent la belle criminelle démasquée. Un policier indique à Mike qu'il devrait toucher une forte récompense pour cette arrestation mais, amer et désenchanté, il lui répond qu'ils peuvent bien la garder.

## Fiche technique
- Titre : Traquée
- Titre original : Framed
- Réalisation : Richard Wallace
- Scénario : Ben Maddow, d'après une histoire de John Patrick
- Chef-opérateur : Burnett Guffey
- Musique : Marlin Skiles
- Montage : Richard Fantl
- Costumes : Jean Louis
- Décors : Fay Babcock, Sidney Clifford
- Production : Columbia Pictures
- Pays de production :  États-Unis
- Langue originale : anglais
- Format : noir et blanc – 35 mm – 1,37:1 – mono (Western Electric Recording)
- Genre : Film dramatique, Film noir
- Durée : 82 minutes
- Dates de sortie :
  - États-Unis : 25 mai 1947
  - France : 6 août 1947

## Distribution
- Glenn Ford (VF : Raoul Curet) : Mike Lambert
- Janis Carter : Paula Craig
- Barry Sullivan : Steve Price
- Edgar Buchanan (VF : Marcel Rainé) : Jeff Cunningham
- Karen Morley : Beth
- Jim Bannon : Jack Woodworth
- Stanley Andrews : Détective (non crédité)
- Walter Baldwin : Assistant manager (non crédité)
- Eugene Borden : Julio (non crédité)
- Martin Garralaga : Cafe janitor (non crédité)
- 'Snub' Pollard : Dishwasher (non crédité)